# Ferdinand Hitzig
Ferdinand Hitzig, född den 23 juni 1807 i Baden, död den 22 januari 1875, var en tysk teolog och bibelkritiker, far till Hermann Hitzig. 
Hitzig blev 1829 privatdocent i Heidelberg, 1833 ordinarie professor i exegetik vid universitetet i Zürich och 1861 i Heidelberg, där han blev geheimer kirchenrath. Genom skarpsinne och fint historiskt sinne utövade Hitzig stort inflytande på den nyare exegetiken. 
Bland hans många exegetiska arbeten kan nämnas Begriff der Kritik, am Alten Testament praktisch erörtert (1831), Des Propheten Jonas Orakel über Moab (samma år) och Der Prophet Jesaja übersetzt und ausgelegt (1833), Die Psalmen (1835–36; i ny bearbetning 1863–65), Die zwölf kleinen Propheten (1838; 4:e upplagan 1881), Der Prophet Jeremia (1841; 2:a upplagan 1866), Der Prophet Ezechiel (1847), Der Prophet Daniel (1850), Das hohe Lied (1855), Die Sprüche Salomonis (1858), Das Buch Hiob (1874) och Der Prediger Salomos (1847; 2:a upplagan, utgiven av Nowack, 1883). 
I nära samband med hans exegetiska forskningar stod  hans grundliga och snillrika undersökningar över de österländska folkens språk, historia och fornkunskap, vilka han nedlagt i skrifterna Die erfindung des alphabets (1840), Urgeschichte und Mythologie der Philistäer (1845), Die Grabschrift des Darius zu Nakschi Rustam (1846), Die Grabschrift des Eschmunazar (1855), Die Inschrift des Mesha (1871) och Sprache und Sprachen Assyriens (1871). 
Hela det historiska resultatet av sina forskningar över Gamla Testamentet nedlade han i Geschichte des Volks Israel (1869–1870). Även till Nya Testamentet sträckte  sig hans undersökningar, och som resultat av desamma utgav han Johannes Markus und seine Schriften (1843) och Zur Kritik paulinischer Briefe (1870).